# Branchiostoma leonense
Branchiostoma leonense är en ryggsträngsdjursart som beskrevs av Webb 1956. Branchiostoma leonense ingår i släktet Branchiostoma och familjen lansettfiskar. Inga underarter finns listade.